# Melia (amante di Apollo)
Melia (in greco antico: Μελία?, Melia) è un personaggio della mitologia greca, una ninfa Oceanina figlia di Oceano e di Teti. È conosciuta anche come Ismene, ed è talvolta identificata con un'altra Melia, regina di Argo, a causa del fatto che i due personaggi condividono gli stessi genitori.

## Mitologia
Amata da Apollo divenne madre di Tenereo ed Ismeno.
Oceano, preoccupato della scomparsa della figlia inviò Caanto al suo recupero e lui la ritrovò a Tebe in compagnia del dio Apollo che lo uccise con una freccia.